# Song Boxuan
Song Boxuan (宋博軒T, 宋博轩S, Sòng BóxuānP; Tientsin, 16 settembre 1989) è un calciatore cinese, centrocampista svincolato.